# Moussa Traoré

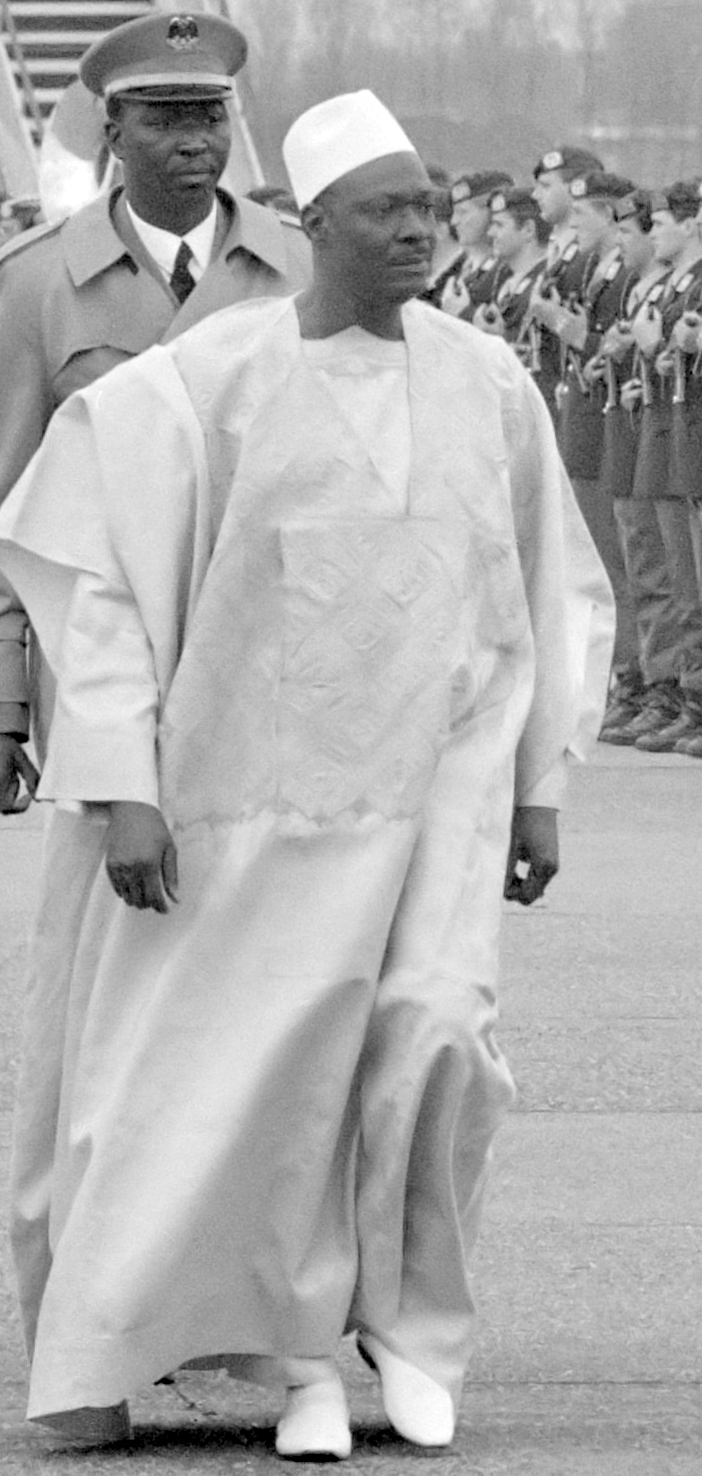
Moussa Traoré (1989)

Moussa Traoré (* 25. September 1936 in Sébétou, Region Kayes; † 15. September 2020 in Bamako) war von 1968 bis 1991 Staatspräsident von Mali.

## Militärische Laufbahn
Traoré absolvierte seine Ausbildung in Kati bei Bamako und an der Militärakademie von Fréjus. Als der französische Sudan 1960 unter dem Namen Mali unabhängig wurde, kehrte er ins Land zurück. Er wurde 1961 Unterleutnant und 1963 Leutnant und wurde als Militärberater nach Tanganjika geschickt. Später wurde er Ausbilder an der L’Ecole militaire interarmes in Kati und wurde zum Oberst befördert.

## Präsident
Am 19. November 1968 beteiligte er sich am erfolgreichen Militärputsch gegen den autoritär regierenden Präsidenten Modibo Keïta. Er wurde Vorsitzender der  Militärjunta Comité militaire de la libération nationale und somit Staatsoberhaupt. Nach dem Putsch wurden alle politischen Aktivitäten verboten und ein rigider Polizeistaat errichtet. Auf wirtschaftlichem Gebiet verabschiedete er sich zum Teil von der sozialistischen Politik seines Vorgängers.
Mali war 1972 und 1973 von der starken Dürre mit nachfolgenden Hungersnöten in der gesamten Sahelzone betroffen. Das Land erhielt zwar internationale Hilfe, vieles wurde aber durch den korrupten Staatsapparat unterschlagen.
1974 proklamierte Traoré eine neue Verfassung für die „Zweite Republik“. Der seit dem Putsch von 1968 inhaftierte Ex-Präsident Keïta starb am 16. Mai 1977 unter ungeklärten Umständen, was im Land zu Unruhen führte. Sporadische Komplotte und Umsturzversuche gegen seine Herrschaft veranlassten Traoré wiederholt, sich von führenden Offizieren und Kabinettsmitgliedern zu trennen und sie inhaftieren zu lassen. Folter und Mord an Oppositionellen waren gängige Praxis. Zur Stärkung seiner Position wurde 1979 die Einheitspartei Union Démocratique du Peuple Malien (UDPM) gegründet. Als obligatorische Massenorganisationen gab es die Union Nationale des Femmes du Mali für Frauen und die Union Nationale des Jeunes du Mali für die Jugend. Im selben Jahr wurde Traoré in Wahlen bestätigt und bildete eine neue Regierung, in die er vorrangig Zivilisten berief. Im Gegensatz zu seinem Vorgänger bemühte sich Traoré um gute Beziehungen zum Westen, im Oktober 1988 war er zu einem viertägigen Staatsbesuch in den Vereinigten Staaten.

## Sturz
1990 entstanden neue Oppositionsgruppen, die Traorés Regime herausforderten. Am 22. März 1991 wurden Unruhen noch blutig niedergeschlagen, aber bereits vier Tage später setzte ein Militärputsch seiner Herrschaft ein Ende (siehe Putsch in Mali 1991). Wie 1968 übernahm eine Junta die Macht, diesmal unter dem Namen Comité de Transition pour le Salut du Peuple. Der Anführer des Putsches, Oberstleutnant Amadou Toumani Touré, wurde Übergangspräsident und führte Mali in die Demokratie.
1992 wurde Traoré für Gewaltverbrechen während seiner Amtszeit zum Tode verurteilt, ein weiteres Todesurteil erging 1999 gegen ihn und seine Frau Mariam, nun wegen Unterschlagung von Staatsvermögen. Beide wurden am 29. Mai 2002 von Präsident Alpha Oumar Konaré begnadigt und freigelassen. Traoré verfügte im Land weiterhin über einen gewissen Anhang, der in der Partei Patriotische Bewegung für Erneuerung (Mouvement Patriotique pour le Renouveau; MPR) organisiert ist. Bei den Wahlen von 2002 erreichte die Partei unter ihrem Vorsitzenden Choguel Kokalla Maïga 2,71 Prozent der Stimmen, im zweiten Wahlgang unterstützte sie den späteren Wahlsieger Touré.